# Carew (Virginia Occidental)
Carew es un área no incorporada ubicada dentro del Distrito Bluestone River, una división civil menor del condado de Summers, Virginia Occidental, Estados Unidos. Está catalogada como un asentamiento humano por la Junta de Nombres Geográficos de los Estados Unidos.
El número de identificación (ID) asignado por el Servicio Geológico de Estados Unidos es 1554072.

## Geografía
Se encuentra a una altitud de 692 metros sobre el nivel del mar (2270 pies) según el conjunto de datos de elevación nacional.